# Société française des charbonnages du Tonkin

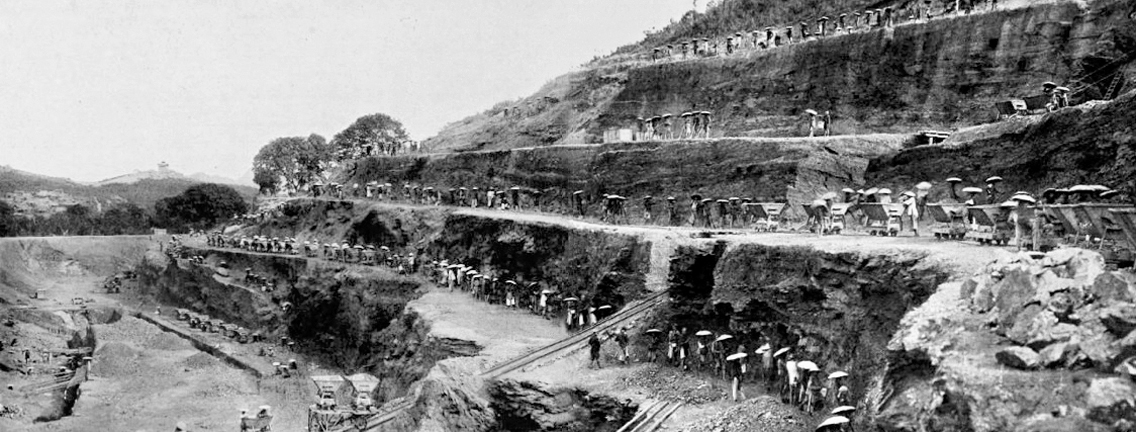
Mines de charbon a Hatou

La Société française des charbonnages du Tonkin était une société par action française, cotée en Bourse, qui exploitait des gisements de houille à ciel ouvert à partir de la fin du XIXe siècle dans la Baie de Hạ Long, située dans la partie de l'actuel Viêt Nam appelée Golfe du Tonkin. C'est surtout vers le Japon qu'était exportée leur très importante production, dépassant 2,6 millions de tonnes par an en 1931.

## Histoire

### La croissance et les actionnaires
La baie de Hạ Long possédait des gisements de houille à ciel ouvert, dont les premiers exploitants furent des Chinois en 1865. Pendant la colonisation, les Français ont cartographié la baie et ont baptisé certains îlots. Deux missions d'ingénieurs des mines français en 1881 et 1885 étudièrent le bassin houiller, les explorations de Fuchs (1882) et de Sarran (1886). L'exploitation fut commencée dès 1884, en arc de cercle sur une longueur de 180 km.
Le 27 avril 1888, une concession de 23 000 hectares fut accordée à la « Société française des charbonnages du Tonkin ». Ses débuts furent difficiles, puis le succès est venu après 1894, année de la découverte des couches puissantes affleurant à Hatou, qui permirent les premières exploitation à ciel ouvert. Après seulement 2 000 tonnes en 1890, la production atteint 501 000 tonnes en 1913, 1,7 million de tonnes en 1929, 2,3 millions en 1937 et 2,6 millions en 1939. C'est seulement 5 % de la production de charbon de la métropole, mais à des coûts beaucoup plus faibles, d'où une très forte rentabilité.
Les actions émises à 500 francs étaient cotées 5 800 francs en octobre 1922, soit une multiplication par 28 en une trentaine d'années. Avec un capital de seulement 16 millions de francs, la société atteint une capitalisation de 960 millions en Bourse en 1930. Entre 1947 et 1952, le capital est relevé à 787 millions de francs.
Les deux principaux actionnaires étaient le Crédit industriel et commercial, passé ensuite dans l’orbite de Suez en 1971 et la Banque de l'Indochine Emile Minost, ex-président du Crédit foncier égyptien et président de la Banque de l'Indochine, siège au conseil d'administration des Charbonnages du Tonkin.

### L'exploitation
Exploitées à ciel ouvert, les principales mines étaient situées non loin du Song-Da-Bach, à proximité de ports naturels en eau profonde, accessibles par chalands remontant les voies fluviales.
Le site de Hongay possédait une usine à briquettes et une batterie de neuf fours à coke. Le personnel employé comptait 800 Chinois, 7 000 Annamites, les mines de Hongay faisant vivre au total 40 000 personnes. Environ 85 000 personnes travaillaient dans les mines de charbon en 1939, soit 31 % de l'emploi industriel et des plantations. Les mines indochinoises employaient 271 Européens : directeurs, ingénieurs et autres agents techniques. Elle se diversifie dans les années 1930. Les Charbonnages du Tonkin absorbent en 1933 la Société du Domaine de Kébao.

### L'exportation en Asie
Parmi les cinq pays de l'Union indochinoise, le Tonkin était le seul à produire de forte quantité de charbon. La « Société française des charbonnages du Tonkin » régnait sur un bassin houiller qui avait une production égale à plus des neuf-dixièmes de la production totale du Tonkin, avec par exemple 0,92 million de tonnes en 1921, dont 0,52 exportées. La même année, la seule mine de Hongay avait fourni 0,72 million de tonnes, dont 0,49 exportées.
Les statistiques du port de Hongay pour 1921 dénombrent 181 navires, dont 113 japonais, 58 anglais, 4 chinois, 3 français, 2 américains, et 1 russe. Suivant les périodes, La France acheta 10 à 20 % de la production. Au même moment, l'exploitation houillère au Japon était passée de 22 millions de tonnes en 1914 à 31 millions en 1919 et cherchait, par la constitution de sociétés à capitaux japonais, à exploiter les énormes gisements chinois.